# 3G-324M
3G-324M は、第三世代携帯電話におけるテレビ電話のための3GPP統括プロトコルである。

## 概要
3G-324M プロトコルは、携帯電話通信網上の2つの端末間で使われる。マルチメディアを使った会話のための統括仕様であり、3GPPに採用された。ITU-T H.324 仕様に基づいている。以下のサブプロトコルから構成される。
- H.245 - コール制御用
- H.223 - データパケットの多重化通信における多重化コード誤り訂正方式
- H.324 - 特に Annexes A and C での無線環境での運用

3G-324M は回線交換網を使って、遅延が問題となる以下のような対話型のマルチメディアサービスを提供する。
- ビデオ会議サービス
- マルチメディアの娯楽サービス
- 遠隔医療
- 監視
- ビデオ・オン・デマンド（ビデオ、ニュース映像など）

3G-324M は、実際に使う回線交換網が何かは関知しない。W-CDMAでもTD-SCDMAでも容易に動作可能である。
パケット・ベースの無線通信に特有のオーバーヘッド、BER感受性、ルーティングによる遅延などのため、苦手とされている対話型マルチメディアに基づくサービスを提供するソリューションである。3G-324M では、マルチメディア通信サービスについて、一定範囲内の遅延を保証する。

## コーデック
音声コーデック
- Adaptive Multi-Rate（必須）
- G.723.1（オプション）

ビデオコーデック
- H.263（必須）
- H.261（オプション）
- MPEG-4 part 2 simple profile 1 level 0（オプション）